# Hibbertia inclusa
Hibbertia inclusa är en tvåhjärtbladig växtart som beskrevs av George Bentham. Hibbertia inclusa ingår i släktet Hibbertia och familjen Dilleniaceae. Inga underarter finns listade i Catalogue of Life.